# Herissantia
Herissantia es un género botánico con cinco especies de plantas de flores perteneciente a la familia  Malvaceae. Es originario de América. 

## Descripción
Son plantas caducifolias con las hojas cordadas, a veces, sésiles en los tallos florales. Las inflorescencia, de flores solitarias que se producen en las axilas; tienen pedicelos delgados, son articuladas con brácteas. El fruto dehiscente.

## Taxonomía
El género fue descrito por Friedrich Kasimir Medikus  y publicado en Philosophische Botanik 1: 90, en el año 1789.  La especie tipo es Herissantia crispa (L.) Brizicky, aceptada en  Journal of the Arnold Arboretum  49(2): 279, en el año 1968.
Etimología
El género fue nombrado en honor de L.A.P.Herissant, médico francés del siglo XVIII, naturalista y  poeta.

## Especies
- Herissantia crispa
- Herissantia dressleri
- Herissantia nemoralis
- Herissantia tiubae
- Herissantia trichoda